# Adam and the Ants
Adam and the Ants va ser una banda de rock anglesa formada a Londres l'any 1977. La banda va existir en dues versions, ambdues liderades per Adam Ant, entre 1977 i 1982. La primera versió va començar quan la banda es va fundar el maig de 1977, anomenant-se the Ants fins al novembre d'aquell any. Més tard van canviar el seu estil de punk rock a post-punk i new wave, i van publicar un àlbum. Els membres finals d'aquesta versió eren Dave Barbarossa, Matthew Ashman i Leigh Gorman, tots els quals van abandonar la banda el gener de 1980 a proposta del mànager Malcolm McLaren per formar Bow Wow Wow.
La segona versió d'Adam and the Ants incloïa el guitarrista Marco Pirroni i el bateria i productor Chris Hughes i es va destacar pel seu ús de ritmes típics de la música de Burundi. Aquesta versió va existir des del febrer de 1980 fins al març de 1982 i va aconseguir un èxit comercial important al Regne Unit. Amb els seus vídeos musicals transmessor a través de MTV, i amb Ant fent a aparicions com a videojockey pel canal, se'ls ha associat als Estats Units amb el fenomen musical de la Segona Invasió Britànica.

## Història

### Formació
Abans de formar Adam and the Ants, Adam Ant (pseudònim de Stuart Leslie Goddard) tocava el baix al grup de pub rock Bazooka Joe, coneguts sobretot per fer de teloners als Sex Pistols en el seu primer concert el 6 de novembre de 1975 al Central Saint Martins College of Art and Design. Bazooka Joe es va dissoldre poc després. Mentre buscava formar una nova banda, Ant va fer amistat amb algunes figures influents de l'escena punk de Londres, sobretot Pamela Rooke (àlies Jordan), que treballava a la botiga SEX de Malcolm McLaren i Vivienne Westwood. A principis de 1977, Ant va formar una nova banda anomenada The Ants amb Lester Square a la guitarra, Andy Warren al baix i Paul Flanagan a la bateria.
Un mes després, Square va marxar per acabar el seu curs a una escola d'art i més tard va formar The Monochrome Set..Square va ser substituït per Mark Ryan, i aquesta formació va començar a fer concerts regulars començant pel cafè de l'Institut d'Arts Contemporànies el 10 de maig de 1977 i fent de teloners per Londres. A principis de juny, Flanagan va ser substituït per Dave "Barbe" Barbarossa, i aquesta formació va gravar les cançons «Plastic Surgery» i «Beat My Guest» als Chappell Studios de Londres. Adam Ant va interpretar Kid a la pel·lícula Jubilee (1978), mentre que la banda hi va aparèixer amb el bateria substitut Kenny Morris, provinent dels Banshees. Cap al final de l'any, les dificultats amb el seu mànager van fer que Ryan fos acomiadat i substituït per Johnny Bivouac, mentre que el nom de la banda es va canviar a Adam and the Ants.
Va fer nombroses gires pel Regne Unit, sovint amb Siouxsie and the Banshees. Adam and the Ants eren mal vistos per gran part de la premsa musical britànica, a qui no li agradaven les seves lletres i imatges fetitxistes. En resposta, el grup va formar un forta (i de vegades ideològica) relació amb fanzines punk amateurs com Ripped And Torn, que els van donar una cobertura més favorable. La banda va obtenir un estatus de culte però va lluitar per trobar l'èxit general i signar un contracte discogràfic (a part del de les dues cançons de la banda sonora de Jubilee) fins al 1978, quan van signar un contracte amb Decca Records. Al Spicer va descriure aquesta primera encarnació de la banda com «una imatge punk bastant estàndard, amb jaquetes negres i amb cançons que tenien el costum d'anar lentament cap a un clímax de «sturm-und-drang» a tot volum».

### Primers enregistraments
Adam and the Ants van fer el seu debut a la ràdio al programa de John Peel a la BBC Radio 1 en una sessió el 23 de gener de 1978 que incloïa les cançons «Deutscher Girls», «It Doesn't Matter», «Puerto Rican» i «Lou», aquesta última amb la mànager del grup, Jordan, com a veu principal com feia habitualment durant les actuacions en directe fins al 14 de maig de 1978, quan va deixar la banda després d'un concert a Roundhouse. L'endemà de la sessió amb Peel, van tornar a gravar «Deutscher Girls» i van sobredoblar una nova pausa de guitarra a la versió de Chapells Studio de «Plastic Surgery» als AIR Studios per a l'àlbum de la banda sonora Jubilee, que es va publicar més tard aquell any.
El 15 de maig de 1978, la tarda després de l'últim concert de Jordan amb Adam and the Ants, Bivouac també va abandonar la banda i poc després va ser substituït per Matthew Ashman. Aquesta formació va continuar fent material nou, i el 10 de juliol de 1978, van gravar una segona sessió amb Peel que va incloure les cançons «Zerox», «Physical», «Friends» i «Cleopatra». A finals de mes, la banda va signar un contracte per a dos senzills amb Decca Records. La formació d'Adam Ant (veu i guitarra), Matthew Ashman (guitarra), Andy Warren (baix) i Dave Barbe (bateria) es va embarcar en la seva primera gira per l'Europa continental. L'octubre de 1978, Decca va llançar el seu primer senzill «Young Parisians». Al novembre de 1978, la banda va gravar un segon senzill compost de «Zerox» i «Kick» als RAK Studios de Londres produït per Stephen "Snips" Parsons. Després que el primer senzill tingués poc èxit, la companyia va abandonar els plans per al llançament del segon. El gener de 1979, la banda es va embarcar en la seva gira, Young Parisians, pel Regne Unit, que va tenir lloc de gener a febrer. Es va gravar material addicional a l'estudi de Decca a West Hampstead, i la banda va gravar una tercera sessió amb Peel el 26 de març de 1979 que incloïa «Ligotage», «Tabletalk», «Animals & Men» i «Never Trust A Man (With Egg On His Face)».
Després del llançament del senzill Decca, la banda va signar amb la discogràfica independent Do It Records i va tornar a gravar el segon senzill, «Zerox», acompanyat de «Whip In My Valise», als Roundhouse Studios. «Zerox» va esternar-se el juliol de 1979, després la banda es va embarcar en una gira de 17 concerts per Gran Bretanya, que va culminar amb un espectacle amb aforament complet  al London Lyceum el 5 d'agost.
A finals d'agost, la banda va començar a gravar el seu àlbum debut als Sound Development Studios de Londres. Adam Ant va escriure i produir el material gravat a les sessions, que es va completar en poques setmanes perquè la banda havia assajat la major part del material als escenaris. Després de dos espectacles amb aforament complet a l'Electric Ballroom, Ant va expulsar Ashman i Warren de la banda, el darrer dels quals es va unir a The Monochrome Set a principis d'octubre, sent substituït per Lee Gorman. Ashman aviat va tornar a integrar-se al grup i l'àlbum fou programat per a ser llançat el novembre.
L'àlbum es titulava Dirk Wears White Sox; va assolir el número u a la llista d'àlbums independents del Regne Unit, que tan sols havia començat a funcionar a principis de gener de 1980. Ant va demanar a Malcolm McLaren que assumís el càrrec de mànager a canvi d'un salari definit. Adam and the Ants van fer un concert amb aforament complet el dia d'Any Nou a l'Electric Ballroom. A finals de gener de 1980, McLaren va convèncer el guitarrista Matthew Ashman, el baixista Leigh Gorman i el bateria Dave Barbe perquè abandonessin Adam and the Ants i formessin Bow Wow Wow, encapçalats per Annabella Lwin.

### Estrellat
En els mesos següents, es va formar una nova versió d'Adam and the Ants amb Marco Pirroni (guitarra), Kevin Mooney (baix) i els bateria Terry Lee Miall i Chris "Merrick" Hughes. Pirroni es va convertir en un membre influent del grup, coescrivint regularment amb Adam Ant durant gran part de la seva carrera. Falcon Stuart accedí a fer de mànager a la nova banda després que McLaren hagués abandonat Ant. Això va assenyalar un canvi d'estil, adoptant ritmes africans a l'estil de Burundi i una imatge que barrejava maquillatge nadiu americà amb vestits colorits d'estil pirata.
Mentre reformaven la banda, Ant i Pirroni, amb el futur baterista de Culture Club Jon Moss, van tornar a gravar el tema «Cartrouble Pt.2» de Dirk Wears White Sox com a senzill per complir el contracte amb Do It. La discogràfica va contractar a Hughes per produir el duet als Rockfield Studios de Gal·les, després li van demanar a Hughes que s'unís. La discogràfica va llançar el senzill sota el títol «Cartrouble» el març de 1980, amb Moss acreditat com a «Terry 1+2». Ant i Pirroni van signar un contracte amb EMI, i van treballar amb Hughes i la resta de la banda en material nou als Matrix Studios de Londres. Stuart els va portar a potencials companyies discogràfiques interessades mentre la banda s'embarcava en una gira de 14 dies, «Ant-Invasion», pel Regne Unit, que va culminar amb un espectacle a l'Empire Ballroom.
El juliol de 1980, la banda va signar un acord amb CBS Records i va llançar el senzill «Kings of the Wild Frontier», que va arribar al número 48 a la llista de singles del Regne Unit. Hughes va continuar produint el treball de la banda i van completar la gravació a Rockfield a finals d'agost. Un segon senzill, «Dog Eat Dog» va ser llançat a l'octubre; va arribar al top 10 i va donar lloc a la primera aparició de la banda al programa musical setmanal de la BBC Top of the Pops.
El novembre de 1980, l'àlbum Kings of the Wild Frontier va ser llançat i es va convertir en un èxit al Regne Unit, posant a Adam and the Ants al capdavant del moviment New Romantic, i la banda va completar una gira de 32 dies al Regne Unit. L'àlbum va assolir el número u a la llista d'àlbums del Regne Unit el 24 de gener de 1981.
Un tercer senzill «Antmusic» va ser llançat més tard al novembre; va arribar al número dos el gener de 1981 i al número u a Austràlia, on va romandre cinc setmanes. Tant Decca com Do It Records van tornar a llançar la producció anterior de la banda; «Young Parisians» va assolir el número nou al Regne Unit el desembre de 1980 i Dirk Wears White Sox va assolir el número 16 a la llista d'àlbums del Regne Unit el febrer de 1981. «Cartrouble» i «Zerox» també van arribar a les llistes aquell mes, arribant als números 33 i 45, respectivament, a la llista de singles del Regne Unit.
El febrer de 1981, Adam and the Ants van tocar al Royal Variety Show, on es va produir un incident a l'escenari amb el baixista Kevin Mooney. Mooney va ser acomiadat i substituït per Gary Tibbs. CBS va tornar a llançar el senzill «Kings of the Wild Frontier», que va assolir el número dos al març d'aquell any.

### Punt àlgid
Mentre que el segon àlbum i els senzills reeditats van portar un èxit creixent a les llistes, Hughes, juntament amb Ant, Miall i Pirroni, van gravar el senzill «Stand and Deliver». La banda, que ara incloïa Tibbs, va filmar un vídeo que representa la història del «bandit dandy» de la cançó, a Hatfield House. Per fer promoció del senzill, la banda va emprendre una gira de sis concerts per Gran Bretanya al març i va visitar els Estats Units per a una gira a l'abril. El senzill es va convertir en el primer disc número u de la banda al Regne Unit, mantenint-se al cim durant cinc setmanes el maig de 1981. La banda va passar gran part de l'estiu fent una gira per l'Europa continental abans de tornar als AIR Studios de Londres per completar el seu tercer àlbum. El segon senzill de l'àlbum va ser el tema principal «Prince Charming»; va assolir el número u a la llista de singles del Regne Unit durant quatre setmanes el setembre de 1981. El mateix mes, la banda es va embarcar en la gira Prince Charming Revue, per a la qual van viatjar a Àustria i Japó.
El novembre de 1981, Adam and the Ants van publicar l'àlbum Prince Charming que va passar tres setmanes al número 2. Un tercer senzill de l'àlbum, «Ant Rap» va arribar al número 3 el gener de 1982. La banda va ser una de les més populars al Regne Unit el 1981. Els tres senzills de l'àlbum, així com el senzill anterior «Kings of the Wild Frontier» figuren entre els 50 senzills més venuts de 1981, «Stand and Deliver» i «Prince Charming " foren tercer i quart més venuts respectivament. A finals de gener de 1982, la banda havia completat les seves obligacions de gira.
La primera meitat de 1982 es va tornar a publicar més del material inicial de la banda. Polydor va reeditar les dues cançons per Jubilee al febrer com a senzill amb «Deutscher Girls» com a cara A; aquest senzill va arribar al número 13 a la llista de singles del Regne Unit, donant als Ants originals un segon èxit després de la ruptura. Do It! Records va publicar Antmusic EP, un Extended Play (EP) de tres temes inèdits provinents de les sessions enregistradores de Dirk i un remix de «Cartrouble (Parts 1 i 2)»; l'EP va arribar al número 46. A principis de 1982, Adam and the Ants va rebre un Premi BRIT al Millor Àlbum (Kings of the Wild Frontier) i una nominació al Grammy al millor nou artista. Ant i Pirroni també van rebre el Premi al Compositor de l'Any per «Stand and Deliver» als 27è Premis Ivor Novello l'abril de 1982.

## Ruptura i final
El març de 1982, Adam Ant va dissoldre Adam and the Ants. Els articles periodístics de l'època oferien diferents explicacions per a la ruptura. Inicialment, Adam va dir que la separació va ser amistosa, però més tard va dir; «L'interès ja no hi era. Podria haver estat Adam i les formigues a les cartelleres però no a l'escenari». També es va dir que Pirroni estava cansat de fer gires i havia deixat de tocar en directe.
Ant va iniciar una carrera en solitari uns mesos després de la separació, conservant en Marco Pirroni com a coguionista. El senzill «Goody Two Shoes» va assolir el número u al Regne Unit, i Ant va publicar més àlbums durant la dècada de 1980. Hughes va continuar treballant com a productor discogràfic.
Fins ara, Ant ha publicat sis àlbums d'estudi en solitari. Les cançons d'ambdues versions d'Adam and the Ants han continuat sent un element bàsic dels seus concerts en solitari. La seva associació amb Pirroni va continuar fins que els dos distanciar-se el març de 2010. Durant el final dels anys 2000 i principis dels 2010, Pirroni va ser membre de The Wolfmen amb el baixista d'Ant entre 1982 i 1985 Chris Constantinou; van publicar dos àlbums junts.
Hughes i Tibbs van formar breument el duo Merrick and Tibbs i van llançar el senzill «Call of the Wild» el 1983. Va arribar al número 95 a la llista de singles del Regne Unit al febrer d'aquell any. Més tard, Mooney va formar les bandes Wide Boy Awake amb Jordan, i Max amb Ashman.

## Rellançaments
El 1990, es va publicar una selecció de deu cançons de les primeres sessions de ràdio amb el nom Peel Sessions. Les tres sessions van aparèixer íntegrament a l'àlbum The Complete Radio 1 Sessions (2001) amb una sessió acústica d'Ant, Pirroni i Boz Boorer feta el 1995.
Antbox, una retrospectiva que abasta la carrera d'Ant des de finals dels anys setanta fins a la dècada de 1990 es va estrenar l'any 2000. La caixa incloïa 66 cançons en tres CD i ràpidament va vendre les 10.000 unitats inicials. El 2003, Antbox es va tornar a emetre en una forma diferent amb les mateixes cançons i va tenir èxit comercial.
El 2004, els àlbums Dirk Wears White Sox, Kings of the Wild Frontier i Prince Charming van ser remasteritzats digitalment i es van tornar a publicar amb cançons inèdites com a material addicional. Aquestes van ser supervisades per Marco Pirroni, amb Kings of the Wild Frontier i Prince Charming remasteritzats per Chris Hughes.
El 2014, Ant, Barbe i Gorman, els tres supervivents de la formació del desembre de 1979 al gener de 1980, es van reunir per actuar amb membres de l'actual banda d'Ant; van interpretar Dirk Wears White Sox íntegrament al Hammersmith Apollo per promocionar la reedició de l'àlbum a la discogràfica d'Ant, la Blueblack Hussar.
Ant i la seva banda habitual van interpretar l'àlbum durant quatre nits a l'Islington Assembly Hall el novembre de 2014 i en una gira completa al Regne Unit a la primavera de 2015. La interpretació de Dirk, i altres parts del concert de Hammersmith, es van publicar en DVD el 2015 com Dirk Live At The Apollo. L'any 2016, aquesta pràctica es va repetir amb l'àlbum Kings of the Wild Frontier, que es va interpretar en una gira al Regne Unit i als Estats Units per promocionar una reedició en vinil de luxe per Sony Records, que va ocupar el número 69 de la llista d'àlbums del Regne Unit.

## Llegat
L'aspecte visual era gran part de l'impacte d'Adam and the Ants, especialment en el seu moment àlgid entre 1980 i principis de 1982. Al Spicer va assenyalar que «la carrera d'Adam està millor definida per la seva imatge canviant que per la seva música». Juntament amb els seus vídeos musicals i la seva extravagant presència escènica, Adam and the Ants van tenir un èxit important que va ser batejat com «Antmania» a la premsa britànica. Simon Reynolds deia que Antmania era una combinació d'«imatges heroiques, música sexual i tribalisme» destacant la influència primerenca de Malcom McLaren. Paul Evans, a la guia d'àlbums de Rolling Stone, va descriure la banda com «amb tendència a mirar de rere-ull, a fer-se ells mateixos la seva pròpia mitologia, a la diversió falsament adolescent» i Ant com «el cap de banda més extravagant del nou moviment romàntic». Els comentaristes també van assenyalar els vincles entre Antmania i el glam-rock de Marc Bolan i David Bowie a la dècada de 1970.
La banda va aprofitar les oportunitats que oferien els vídeos musicals del nou canal MTV per desenvolupar una personalitat teatral, carismàtica i heroica. Amb vestits romàntics i maquillatge pesat, la banda va ser vista sovint com un dels primers exemples del moviment New Romantic, tot i que Adam Ant sempre ha negat qualsevol connexió amb aquest moviment. Es van produir vídeos complexos per a «Stand and Deliver», «Prince Charming» i «Ant Rap». Tots els vídeos musicals d'Adam and the Ants van ser produïts i realitzats per Adam Ant. El vídeo «Prince Charming» inclou una aparició com a convidada de l'actriu de cinema britànica Diana Dors com la fada padrina, i el vídeo d'«Ant Rap» inclou la cantant pop escocesa Lulu com la «donzella en perill».
L'abril de 2009, No Doubt va interpretar una versió de «Stand and Deliver» en un episodi del programa de televisió nord-americà Gossip Girl, i la va interpretar al festival de música The Bamboozle el maig de 2009.
El 2011, el programa de la CBBC Horrible Histories va incloure la cançó «Dick Turpin», que és un pastiche de «Stand and Deliver» d'Adam and the Ants.
Un curtmetratge protagonitzat per Nick Moran com Adam i Mackenzie Crook com Gary Tibbs, anomenat Ant Muzak (2002), mostra Adam and the Ants visitant un supermercat durant la nit al mateix temps que Sigue Sigue Sputnik. Gary Tibbs apareix a la pel·lícula com a Dirk, el gerent del supermercat, i porta mitjons blancs.
 

## Discografia
- Dirk Wears White Sox (1979)
- Kings of the Wild Frontier (1980)
- Prince Charming (1981)

## Premis
| Any  | Obra nominada              | Premi                                     | Resultat  |
| ---- | -------------------------- | ----------------------------------------- | --------- |
| 1982 | Adam and the Ants          | Premi Grammy: Millor artista nou          | Nominat   |
| 1982 | Adam and the Ants          | Premis Brit: millor grup britànic         | Nominat   |
| 1982 | «Prince Charming»          | Premis Brit: millor single britànic       | Nominat   |
| 1982 | «Stand and Deliver»        | Premis Brit: millor single britànic       | Nominat   |
| 1982 | Kings of the Wild Frontier | Premis Brit: millor àlbum britànic        | Guanyador |
| 1982 | «Stand and Deliver»        | Premis Ivor Novello: Compositors de l'any | Guanyador |